# Station Wouw
Station Wouw (Wow) is een voormalig station aan de Zeeuwse Lijn tussen Roosendaal en Vlissingen.
Het station van Wouw was in gebruik van 23 december 1863 tot 15 mei 1938 en van 24 juni tot 24 november 1940.